# Kopsamo
Kopsamo är en sjö i kommunen Juupajoki i landskapet Birkaland i Finland. Sjön ligger 89,3 meter över havet. Arean är 99 hektar och strandlinjen är 7,71 kilometer lång. Sjön  ingår i Kumo älvs huvudavrinningsområde.   Den ligger omkring 48 km nordöst om Tammerfors och omkring 180 km norr om Helsingfors. 
Väster om sjön ligger Juupajoki kyrka.